# Ledce (Hradec Králové-i járás)
Ledce település Csehországban, a Hradec Králové-i járásban. Ledce Jeníkovice, Vysoký Újezd, Třebechovice pod Orebem, Bolehošť, Očelice és Týniště nad Orlicí településekkel határos. Lakosainak száma 348 fő (2024. január 1.).

## Népesség
A település lakosságának változását az alábbi diagram mutatja:
| Lakosok száma | 559  | 586  | 472  | 368  | 325  | 305  | 383  | 356  | 346  | 348  |
|               | 1869 | 1890 | 1921 | 1950 | 1980 | 2001 | 2017 | 2019 | 2022 | 2024 |